# Zuerchermyia malachitis
Zuerchermyia malachitis är en tvåvingeart som först beskrevs av Lindner 1926.  Zuerchermyia malachitis ingår i släktet Zuerchermyia och familjen vapenflugor. Inga underarter finns listade i Catalogue of Life.